# DIGILOG 2/2
DIGILOG 2/2는 2012년 1월 4일에 발매된 다이나믹 듀오의 데뷔 10주년 기념인 정규 6집 두 번째 앨범이다.

## 수록곡
1. 확가게 (Go Hard!!)
2. 제끼자 (Check This Out!!!) (Feat. Yankie & Yabul)
3. 거기서 거기 (Without You) TITLE
4. 혹으로 알아 (Innocent Prisoner)
5. 오해 (Misunderstood) (Feat. Simon Dominic, 행주 Of 리듬파워)
6. 남산워먼 (Namsan Woman) (Feat. UV)
7. 참고 살아 (Be...)
8. 사랑의 미학 (Art Of Love)
9. Outro
10. 사랑의 미학 (Art Of Love) (Primary Remix)

## 특징
- '제끼자'는 '일이 안 풀릴땐 시간낭비 하지 말고 그냥 확 다 제끼고 놀아버려'라는 주제로 작업한 곡으로 시원하게 놀고 망가진 자신을 보며 후회하는 모습까지를 코믹하게 가사로 그렸다. 5집 수록곡 '퉁되는 브라더스'에 참여해 화제를 모았던 야불의 참여가 곡에 흥을 더해준다. (Produced by Choiza)
- '혹으로 알아'는 헌신짝처럼 여자에게 이용당하고 버림받은 남자의 심정을 노래한 곡이다. (Produced by Lowdown 30)
- '오해'는 자기가 가진 가치관이 무조건 옳다는 생각에서 비롯된 '오해'들 때문에 생기는 '관계의 분해'에 대해 네 명의 MC가 거침없이 풀어낸 곡이다. (Produced by Loptimist)